# Dionysia mozaffarianii
Dionysia mozaffarianii là một loài thực vật có hoa trong họ Anh thảo. Loài này được Lidén mô tả khoa học đầu tiên năm 2000.